# Список народних депутатів Верховної Ради України VIII скликання
Нижче наведено список імен 441 депутатів, які обрані до Верховної ради України VIII скликання. Вибори відбулися 26 жовтня 2014 року, повноваження депутатів почалися 27 листопада 2014 року. Вибори не були проведені в округах № 1-10 Автономної Республіки Крим і в округах № 224 і 225 міста Севастополя, а також в округах № 41, 42, 43, 44, 51, 54, 55, 56, 61 Донецької і округах № 104, 105, 108, 109, 110, 111 Луганської областей - в зв'язку з втратою контролю над даними територіями (див. Анексія Криму, Війна на сході України). Повноваження 20 депутатів були достроково припинені.
| партія               | лідер           |
| -------------------- | --------------- |
| Блок Петра Порошенка | Віталій Кличко  |
| Народний фронт       | Арсеній Яценюк  |
| Опозиційний блок     | Вадим Рабинович |
| Воля народу          | ТВА             |
| Правий сектор        | Дмитро Ярош     |
| Самопоміч            | ТВА             |
| Свобода              | Юрій Бублик     |
| Батьківщина          | Юлія Тимошенко  |

|  | Фракція                       | ПІП                                          | № в списку | № округа | Область (місто)           | Час повноважень                                                                      |
|  | ----------------------------- | -------------------------------------------- | ---------- | -------- | ------------------------- | ------------------------------------------------------------------------------------ |
|  | Блок Петра Порошенка          | Домбровський Олександр Георгійович (н. 1962) |            | № 11     | Вінницька область         |                                                                                      |
|  | Блок Петра Порошенка          | Порошенко Олексій Петрович (н. 1985)         |            | № 12     | Вінницька область         |                                                                                      |
|  | Блок Петра Порошенка          | Юрчишин Петро Васильович (н. 1958)           |            | № 13     | Вінницька область         |                                                                                      |
|  | Блок Петра Порошенка          | Мельничук Іван Іванович (н. 1969)            |            | № 14     | Вінницька область         |                                                                                      |
|  | Блок Петра Порошенка          | Спориш Іван Дмитрович (н. 1959)              |            | № 15     | Вінницька область         |                                                                                      |
|  | Блок Петра Порошенка          | Македон Юрій Миколайович (н. 1980)           |            | № 16     | Вінницька область         |                                                                                      |
|  | Блок Петра Порошенка          | Кучер Микола Іванович (н. 1959)              |            | № 17     | Вінницька область         |                                                                                      |
|  | Блок Петра Порошенка          | Демчак Руслан Євгенійович (н. 1974)          |            | № 18     | Вінницька область         |                                                                                      |
|  | Народний фронт                | Гузь Ігор Володимирович (н. 1982)            |            | № 19     | Волинська область         |                                                                                      |
|  | Інші                          | Мартиняк Сергій Васильович (н. 1971)         |            | № 20     | Волинська область         |                                                                                      |
|  | Інші                          | Івахів Степан Петрович (н. 1968)             |            | № 21     | Волинська область         |                                                                                      |
|  | Народний фронт                | Лапін Ігор Олександрович (н. 1969)           |            | № 22     | Волинська область         |                                                                                      |
|  | Інші                          | Єремеєв Ігор Миронович (1968—2015)           |            | № 23     | Волинська область         | помер 12 серпня 2015 року                                                            |
|  | Інші                          | Безбах Яків Якович (н. 1957)                 |            | № 24     | Дніпропетровська область  |                                                                                      |
|  | Блок Петра Порошенка          | Курячий Максим Павлович (н. 1979)            |            | № 25     | Дніпропетровська область  |                                                                                      |
|  | Блок Петра Порошенка          | Денисенко Андрій Сергійович (н. 1973)        |            | № 26     | Дніпропетровська область  | вийшов з фракції 23 березня 2015 року                                                |
|  | Інші                          | Філатов Борис Альбертович (н. 1972)          |            | № 27     | Дніпропетровська область  | до 24-грудня 2015 року                                                               |
|  | Блок Петра Порошенка          | Куліченко Іван Іванович (н. 1955)            |            | № 28     | Дніпропетровська область  |                                                                                      |
|  | Блок Петра Порошенка          | Купрій Віталій Миколайович (н. 1973)         |            | № 29     | Дніпропетровська область  | вийшов з фракції 23 березня 2015 року                                                |
|  | Блок Петра Порошенка          | Дубінін Олександр Іванович (н. 1959)         |            | № 30     | Дніпропетровська область  | вийшов з фракції 23 березня 2015 року                                                |
|  | Опозиційний блок              | Павлов Костянтин Юрійович (н. 1973)          |            | № 31     | Дніпропетровська область  |                                                                                      |
|  | Опозиційний блок              | Гальченко Андрій Володимирович (н. 1971)     |            | № 32     | Дніпропетровська область  |                                                                                      |
|  | Блок Петра Порошенка          | Усов Костянтин Глібович (н. 1988)            |            | № 33     | Дніпропетровська область  |                                                                                      |
|  | Народний фронт                | Кришин Олег Юрійович (н. 1967)               |            | № 34     | Дніпропетровська область  |                                                                                      |
|  | Інші                          | Шипко Андрій Федорович (н. 1970)             |            | № 35     | Дніпропетровська область  |                                                                                      |
|  | Опозиційний блок              | Мартовицький Артур Володимирович (н. 1964)   |            | № 36     | Дніпропетровська область  |                                                                                      |
|  | Опозиційний блок              | Шпенов Дмитро Юрійович (н. 1978)             |            | № 37     | Дніпропетровська область  |                                                                                      |
|  | Блок Петра Порошенка          | Нестеренко Вадим Григорович (н. 1970)        |            | № 38     | Дніпропетровська область  |                                                                                      |
|  | Правий сектор                 | Ярош Дмитро Анатолійович (р. 1971)           |            | № 39     | Дніпропетровська область  |                                                                                      |
|  | Блок Петра Порошенка          | Дідич Валентин Володимирович (р. 1957)       |            | № 40     | Дніпропетровська область  | вийшов з фракції 23 березня 2015 року                                                |
|  | Опозиційний блок              | Звягільський Юхим Леонідович (н. 1933)       |            | № 45     | Донецька область          |                                                                                      |
|  | Інші                          | Клюєв Сергій Петрович (р. 1969)              |            | № 46     | Донецька область          | 3 червня 2015 року позбавлений недоторканності, ховається від правоохоронних органів |
|  | Опозиційний блок              | Солод Юрій Васильович (н. 1972)              |            | № 47     | Донецька область          |                                                                                      |
|  | Блок Петра Порошенка          | Єфімов Максим Вікторович (н. 1974)           |            | № 48     | Донецька область          |                                                                                      |
|  | Опозиційний блок              | Омельянович Денис Сергійович (н. 1977)       |            | № 49     | Донецька область          |                                                                                      |
|  | Інші                          | Гєллєр Євгеній Борисович (н. 1974)           |            | № 50     | Донецька область          |                                                                                      |
|  | Інші                          | Шкіря Ігор Миколайович (н. 1965)             |            | № 52     | Донецька область          |                                                                                      |
|  | Блок Петра Порошенка          | Недава Олег Анатолійович (н. 1969)           |            | № 53     | Донецька область          |                                                                                      |
|  | Опозиційний блок              | Матвієнков Сергій Анатолійович (н. 1957)     |            | № 57     | Донецька область          |                                                                                      |
|  | Інші                          | Тарута Сергій Олексійович (н. 1955)          |            | № 58     | Донецька область          |                                                                                      |
|  | Опозиційний блок              | Сажко Сергій Миколайович (н. 1969)           |            | № 59     | Донецька область          |                                                                                      |
|  | Блок Петра Порошенка          | Лубінець Дмитро Валерійович                  |            | № 60     | Донецька область          |                                                                                      |
|  | Блок Петра Порошенка          | Розенблат Борислав Соломонович               |            | № 62     | Житомирська область       |                                                                                      |
|  | Блок Петра Порошенка          | Ревега Олександр Васильович                  |            | № 63     | Житомирська область       |                                                                                      |
|  | Блок Петра Порошенка          | Арешонков Володимир Юрійович                 |            | № 64     | Житомирська область       |                                                                                      |
|  | Інші                          | Литвин Володимир Михайлович                  |            | № 65     | Житомирська область       |                                                                                      |
|  | Народний фронт                | Дзюблик Павло Володимирович                  |            | № 66     | Житомирська область       |                                                                                      |
|  | Інші                          | Развадовський Віктор Йосипович               |            | № 67     | Житомирська область       |                                                                                      |
|  | Блок Петра Порошенка          | Горват Роберт Іванович                       |            | № 68     | Закарпатська область      |                                                                                      |
|  | Інші                          | Балога Віктор Іванович                       |            | № 69     | Закарпатська область      |                                                                                      |
|  | Інші                          | Ланьо Михайло Іванович                       |            | № 70     | Закарпатська область      |                                                                                      |
|  | Інші                          | Балога Павло Іванович                        |            | № 71     | Закарпатська область      |                                                                                      |
|  | Інші                          | Петьовка Василь Васильович                   |            | № 72     | Закарпатська область      |                                                                                      |
|  | Інші                          | Балога Іван Іванович                         |            | № 73     | Закарпатська область      |                                                                                      |
|  | Блок Петра Порошенка          | Сабашук Петро Павлович                       |            | № 74     | Запорізька область        |                                                                                      |
|  | Блок Петра Порошенка          | Артюшенко Ігор Андрійович                    |            | № 75     | Запорізька область        |                                                                                      |
|  | Блок Петра Порошенка          | Фролов Микола Олександрович                  |            | № 76     | Запорізька область        |                                                                                      |
|  | Інші                          | Богуслаєв Вячеслав Олександрович             |            | № 77     | Запорізька область        |                                                                                      |
|  | Інші                          | Пономарьов Олександр Сергійович              |            | № 78     | Запорізька область        |                                                                                      |
|  | Інші                          | Бандуров Володимир Володимирович             |            | № 79     | Запорізька область        |                                                                                      |
|  | Опозиційний блок              | Балицький Євген Віталійович                  |            | № 80     | Запорізька область        | у фракції з 15 травня 2015 року                                                      |
|  | Блок Петра Порошенка          | Валентиров Сергій Васильович                 |            | № 81     | Запорізька область        |                                                                                      |
|  | Блок Петра Порошенка          | Кривохатько Вадим Вікторович                 |            | № 82     | Запорізька область        |                                                                                      |
|  | Блок Петра Порошенка          | Шевченко Олександр Леонідович                |            | № 83     | Івано-Франківська область | вийшов з фракції 6 листопада 2015 року                                               |
|  | Блок Петра Порошенка          | Довбенко Михайло Володимирович               |            | № 84     | Івано-Франківська область |                                                                                      |
|  | Блок Петра Порошенка          | Насалик Ігор Степанович                      |            | № 85     | Івано-Франківська область |                                                                                      |
|  | Народний фронт                | Дирів Анатолій Борисович                     |            | № 86     | Івано-Франківська область |                                                                                      |
|  | Воля                          | Дерев'янко Юрій Богданович                   |            | № 87     | Івано-Франківська область |                                                                                      |
|  | Народний фронт                | Тимошенко Юрій Володимирович                 |            | № 88     | Івано-Франківська область |                                                                                      |
|  | Блок Петра Порошенка          | Соловей Юрій Ігорович                        |            | № 89     | Івано-Франківська область |                                                                                      |
|  | Свобода                       | Марченко Олександр Олександрович             |            | № 90     | Київська область          |                                                                                      |
|  | Блок Петра Порошенка          | Сольвар Руслан Миколайович                   |            | № 91     | Київська область          |                                                                                      |
|  | Блок Петра Порошенка          | Гудзенко Віталій Іванович                    |            | № 92     | Київська область          |                                                                                      |
|  | Інші                          | Онищенко Олександр Романович                 |            | № 93     | Київська область          |                                                                                      |
|  | Народний фронт                | Романюк Віктор Миколайович                   |            | № 94     | Київська область          |                                                                                      |
|  | Народний фронт                | Гаврилюк Михайло Віталійович                 |            | № 95     | Київська область          |                                                                                      |
|  | Інші                          | Москаленко Ярослав Миколайович               |            | № 96     | Київська область          |                                                                                      |
|  | Блок Петра Порошенка          | Різаненко Павло Олександрович                |            | № 97     | Київська область          |                                                                                      |
|  | Інші                          | Міщенко Сергій Григорович                    |            | № 98     | Київська область          |                                                                                      |
|  | Блок Петра Порошенка          | Яриніч Костянтин Володимирович               |            | № 99     | Кіровоградська область    |                                                                                      |
|  | Інші                          | Березкін Станіслав Семенович                 |            | № 100    | Кіровоградська область    |                                                                                      |
|  | Інші                          | Поплавський Михайло Михайлович               |            | № 101    | Кіровоградська область    |                                                                                      |
|  | Інші                          | Довгий Олесь Станіславович                   |            | № 102    | Кіровоградська область    |                                                                                      |
|  | Блок Петра Порошенка          | Кузьменко Анатолій Іванович                  |            | № 103    | Кіровоградська область    |                                                                                      |
|  | Опозиційний блок              | Бакулін Євген Миколайович                    |            | № 106    | Луганська область         |                                                                                      |
|  | Опозиційний блок              | Дунаєв Сергій Володимирович                  |            | № 107    | Луганська область         |                                                                                      |
|  | Опозиційний блок              | Іоффе Юлій Якович                            |            | № 112    | Луганська область         |                                                                                      |
|  | Блок Петра Порошенка          | Курило Віталій Семенович                     |            | № 113    | Луганська область         |                                                                                      |
|  | Блок Петра Порошенка          | Гарбуз Юрій Григорійович                     |            | № 114    | Луганська область         |                                                                                      |
|  | Блок Петра Порошенка          | Добродомов Дмитро Євгенович                  |            | № 115    | Львівська область         | вийшов з фракції 18 червня 2015 року                                                 |
|  | Самопоміч                     | Подоляк Ірина Ігорівна                       |            | № 116    | Львівська область         |                                                                                      |
|  | Блок Петра Порошенка          | Юринець Оксана Василівна                     |            | № 117    | Львівська область         |                                                                                      |
|  | Блок Петра Порошенка          | Дубневич Богдан Васильович                   |            | № 118    | Львівська область         |                                                                                      |
|  | Народний фронт                | Бондар Михайло Леонтійович                   |            | № 119    | Львівська область         |                                                                                      |
|  | Блок Петра Порошенка          | Дубневич Ярослав Васильович                  |            | № 120    | Львівська область         |                                                                                      |
|  | Блок Петра Порошенка          | Матківський Богдан Миронович                 |            | № 121    | Львівська область         |                                                                                      |
|  | Інші                          | Парасюк Володимир Зіновійович                |            | № 122    | Львівська область         |                                                                                      |
|  | Блок Петра Порошенка          | Батенко Тарас Іванович                       |            | № 123    | Львівська область         | вийшов з фракції 6 листопада 2015 року                                               |
|  | Блок Петра Порошенка          | Мусій Олег Степанович                        |            | № 124    | Львівська область         | вийшов з фракції 18 вересня 2015 року                                                |
|  | Блок Петра Порошенка          | Лопушанський Андрій Ярославович              |            | № 125    | Львівська область         |                                                                                      |
|  | Блок Петра Порошенка          | Кіт Андрій Богданович                        |            | № 126    | Львівська область         |                                                                                      |
|  | Блок Петра Порошенка          | Козир Борис Юрійович                         |            | № 127    | Миколаївська область      |                                                                                      |
|  | Інші                          | Ільюк Артем Олександрович                    |            | № 128    | Миколаївська область      |                                                                                      |
|  | Блок Петра Порошенка          | Жолобецький Олександр Олександрович          |            | № 129    | Миколаївська область      |                                                                                      |
|  | Блок Петра Порошенка          | Вадатурський Андрій Олексійович              |            | № 130    | Миколаївська область      |                                                                                      |
|  | Блок Петра Порошенка          | Лівік Олександр Петрович                     |            | № 131    | Миколаївська область      |                                                                                      |
|  | Блок Петра Порошенка          | Корнацький Аркадій Олексійович               |            | № 132    | Миколаївська область      |                                                                                      |
|  | Інші                          | Матвійчук Едуард Леонідович                  |            | № 133    | Одеська область           |                                                                                      |
|  | Блок Петра Порошенка          | Чекіта Геннадій Леонідович                   |            | № 134    | Одеська область           |                                                                                      |
|  | Інші                          | Ківалов Сергій Васильович                    |            | № 135    | Одеська область           |                                                                                      |
|  | Блок Петра Порошенка          | Голубов Дмитро Іванович                      |            | № 136    | Одеська область           |                                                                                      |
|  | Інші                          | Клімов Леонід Михайлович                     |            | № 137    | Одеська область           |                                                                                      |
|  | Інші                          | Фурсін Іван Геннадійович                     |            | № 138    | Одеська область           |                                                                                      |
|  | Інші                          | Пресман Олександр Семенович                  |            | № 139    | Одеська область           |                                                                                      |
|  | Інші                          | Гуляєв Василь Олександрович                  |            | № 140    | Одеська область           |                                                                                      |
|  | Інші                          | Барвіненко Віталій Дмитрович                 |            | № 141    | Одеська область           |                                                                                      |
|  | Інші                          | Кіссе Антон Іванович                         |            | № 142    | Одеська область           |                                                                                      |
|  | Блок Петра Порошенка          | Урбанський Олександр Ігорович                |            | № 143    | Одеська область           |                                                                                      |
|  | Блок Петра Порошенка          | Каплін Сергій Миколайович                    |            | № 144    | Полтавська область        |                                                                                      |
|  | Свобода                       | Бублик Юрій Васильович                       |            | № 145    | Полтавська область        |                                                                                      |
|  | Інші                          | Шаповалов Юрій Анатолійович                  |            | № 146    | Полтавська область        |                                                                                      |
|  | Інші                          | Кулініч Олег Іванович                        |            | № 147    | Полтавська область        |                                                                                      |
|  | Блок Петра Порошенка          | Іщейкін Костянтин Євгенович                  |            | № 148    | Полтавська область        |                                                                                      |
|  | Народний фронт                | Река Андрій Олександрович                    |            | № 149    | Полтавська область        |                                                                                      |
|  | Інші                          | Жеваго Костянтин Валентинович                |            | № 150    | Полтавська область        |                                                                                      |
|  | Блок Петра Порошенка          | Кутовий Тарас Вікторович                     |            | № 151    | Полтавська область        |                                                                                      |
|  | Свобода                       | Осуховський Олег Іванович                    |            | № 152    | Рівненська область        |                                                                                      |
|  | Народний фронт                | Вознюк Юрій Володимирович                    |            | № 153    | Рівненська область        |                                                                                      |
|  | Блок Петра Порошенка          | Дехтярчук Олександр Володимирович            |            | № 154    | Рівненська область        |                                                                                      |
|  | Блок Петра Порошенка          | Яніцький Василь Петрович                     |            | № 155    | Рівненська область        |                                                                                      |
|  | Батьківщина                   | Євтушок Сергій Миколайович                   |            | № 156    | Рівненська область        |                                                                                      |
|  | Народний фронт                | Медуниця Олег Вячеславович                   |            | № 157    | Сумська область           |                                                                                      |
|  | Блок Петра Порошенка          | Сугоняко Олександр Леонідович                |            | № 158    | Сумська область           |                                                                                      |
|  | Інші                          | Деркач Андрій Леонідович                     |            | № 159    | Сумська область           |                                                                                      |
|  | Інші                          | Молоток Ігор Федорович                       |            | № 160    | Сумська область           |                                                                                      |
|  | Блок Петра Порошенка          | Лаврик Микола Іванович                       |            | № 161    | Сумська область           |                                                                                      |
|  | Батьківщина                   | Бухарєв Владислав Вікторович                 |            | № 162    | Сумська область           |                                                                                      |
|  | Самопоміч                     | Пастух Тарас Тимофійович                     |            | № 163    | Тернопільська область     |                                                                                      |
|  | Свобода                       | Головко Михайло Йосифович                    |            | № 164    | Тернопільська область     |                                                                                      |
|  | Блок Петра Порошенка          | Юрик Тарас Зіновійович                       |            | № 165    | Тернопільська область     |                                                                                      |
|  | Блок Петра Порошенка          | Люшняк Микола Володимирович                  |            | № 166    | Тернопільська область     |                                                                                      |
|  | Блок Петра Порошенка          | Барна Олег Степанович                        |            | № 167    | Тернопільська область     |                                                                                      |
|  | Інші                          | Писаренко Валерій Володимирович              |            | № 168    | Харківська область        |                                                                                      |
|  | Народний фронт                | Кірш Олександр Вікторович                    |            | № 169    | Харківська область        |                                                                                      |
|  | Інші                          | Святаш Дмитро Володимирович                  |            | № 170    | Харківська область        |                                                                                      |
|  | Інші                          | Хомутиннік Віталій Юрійович                  |            | № 171    | Харківська область        |                                                                                      |
|  | Інші                          | Мисик Володимир Юрійович                     |            | № 172    | Харківська область        |                                                                                      |
|  | Інші                          | Денисенко Анатолій Петрович                  |            | № 173    | Харківська область        |                                                                                      |
|  | Інші                          | Фельдман Олександр Борисович                 |            | № 174    | Харківська область        |                                                                                      |
|  | Інші                          | Кацуба Володимир Михайлович                  |            | № 175    | Харківська область        |                                                                                      |
|  | Опозиційний блок              | Шенцев Дмитро Олексійович                    |            | № 176    | Харківська область        | у фракції з 15 травня 2015 року                                                      |
|  | Інші                          | Остапчук Віктор Миколайович                  |            | № 177    | Харківська область        |                                                                                      |
|  | Опозиційний блок              | Добкін Дмитро Маркович                       |            | № 178    | Харківська область        |                                                                                      |
|  | Інші                          | Гіршфельд Анатолій Мусійович                 |            | № 179    | Харківська область        |                                                                                      |
|  | Інші                          | Біловол Олександр Миколайович                |            | № 180    | Харківська область        |                                                                                      |
|  | Опозиційний блок              | Мураєв Євгеній Володимирович                 |            | № 181    | Харківська область        | у фракції з 17 червня 2015 року                                                      |
|  | Блок Петра Порошенка          | Співаковський Олександр Володимирович        |            | № 182    | Херсонська область        |                                                                                      |
|  | Блок Петра Порошенка          | Гордєєв Андрій Анатолійович                  |            | № 183    | Херсонська область        |                                                                                      |
|  | Блок Петра Порошенка          | Вінник Іван Юлійович                         |            | № 184    | Херсонська область        |                                                                                      |
|  | Блок Петра Порошенка          | Хлань Сергій Володимирович                   |            | № 185    | Херсонська область        |                                                                                      |
|  | Блок Петра Порошенка          | Негой Федір Федорович                        |            | № 186    | Херсонська область        | вийшов з фракції 24 квітня 2015 року                                                 |
|  | Блок Петра Порошенка          | Мельник Сергій Іванович                      |            | № 187    | Хмельницька область       |                                                                                      |
|  | Інші                          | Лабазюк Сергій Петрович                      |            | № 188    | Хмельницька область       |                                                                                      |
|  | Блок Петра Порошенка          | Шинькович Андрій Васильович                  |            | № 189    | Хмельницька область       |                                                                                      |
|  | Блок Петра Порошенка          | Мацола Роман Миколайович                     |            | № 190    | Хмельницька область       |                                                                                      |
|  | Інші                          | Бондар Віктор Васильович                     |            | № 191    | Хмельницька область       |                                                                                      |
|  | Інші                          | Герега Олександр Володимирович               |            | № 192    | Хмельницька область       |                                                                                      |
|  | Блок Петра Порошенка          | Мельниченко Володимир Володимирович          |            | № 193    | Хмельницька область       |                                                                                      |
|  | Блок Петра Порошенка          | Петренко Олег Миколайович                    |            | № 194    | Черкаська область         |                                                                                      |
|  | Інші                          | Зубик Володимир Володимирович                |            | № 195    | Черкаська область         |                                                                                      |
|  | Інші                          | Бобов Геннадій Борисович                     |            | № 196    | Черкаська область         |                                                                                      |
|  | Блок Петра Порошенка          | Голуб Владислав Володимирович                |            | № 197    | Черкаська область         |                                                                                      |
|  | Інші                          | Рудик Сергій Ярославович                     |            | № 198    | Черкаська область         |                                                                                      |
|  | Інші                          | Ничипоренко Валентин Миколайович             |            | № 199    | Черкаська область         |                                                                                      |
|  | Інші                          | Яценко Антон Володимирович                   |            | № 200    | Черкаська область         |                                                                                      |
|  | Народний фронт                | Федорук Микола Трохимович                    |            | № 201    | Чернівецька область       |                                                                                      |
|  | Блок Петра Порошенка          | Рибак Іван Петрович                          |            | № 202    | Чернівецька область       |                                                                                      |
|  | Блок Петра Порошенка          | Тіміш Григорій Іванович                      |            | № 203    | Чернівецька область       |                                                                                      |
|  | Народний фронт                | Бурбак Максим Юрійович                       |            | № 204    | Чернівецька область       |                                                                                      |
|  | Блок Петра Порошенка          | Куліч Валерій Петрович                       |            | № 205    | Чернігівська область      | до 19 травня 2015 року                                                               |
|  | Блок Петра Порошенка          | Березенко Сергій Іванович                    |            | № 205    | Чернігівська область      | з 2 вересня 2015 року                                                                |
|  | Інші                          | Атрошенко Владислав Анатолійович             |            | № 206    | Чернігівська область      |                                                                                      |
|  | Блок Петра Порошенка          | Євлахов Анатолій Сергійович                  |            | № 207    | Чернігівська область      |                                                                                      |
|  | Блок Петра Порошенка          | Давиденко Валерій Миколайович                |            | № 208    | Чернігівська область      |                                                                                      |
|  | Народний фронт                | Кодола Олександр Михайлович                  |            | № 209    | Чернігівська область      |                                                                                      |
|  | Блок Петра Порошенка          | Дмитренко Олег Миколайович                   |            | № 210    | Чернігівська область      |                                                                                      |
|  | Блок Петра Порошенка          | Рибчинський Євген Юрійович                   |            | № 211    | Київ                      | вийшов з фракції 6 листопада 2015 року                                               |
|  | Народний фронт                | Сташук Віталій Филимонович                   |            | № 212    | Київ                      |                                                                                      |
|  | Інші                          | Береза Борислав Юхимович                     |            | № 213    | Київ                      |                                                                                      |
|  | Блок Петра Порошенка          | Чумак Віктор Васильович                      |            | № 214    | Київ                      |                                                                                      |
|  | Свобода                       | Іллєнко Андрій Юрійович                      |            | № 215    | Київ                      |                                                                                      |
|  | Інші                          | Супруненко Олександр Іванович                |            | № 216    | Київ                      |                                                                                      |
|  | Інші                          | Білецький Андрій Євгенійович                 |            | № 217    | Київ                      |                                                                                      |
|  | Блок Петра Порошенка          | Ар'єв Володимир Ігорович                     |            | № 218    | Київ                      |                                                                                      |
|  | Блок Петра Порошенка          | Третьяков Олександр Юрійович                 |            | № 219    | Київ                      |                                                                                      |
|  | Народний фронт                | Константіновський Вячеслав Леонідович        |            | № 220    | Київ                      | вийшов з фракції 17 червня 2015 року                                                 |
|  | Народний фронт                | Ємець Леонід Олександрович                   |            | № 221    | Київ                      |                                                                                      |
|  | Блок Петра Порошенка          | Андрієвський Дмитро Йосипович                |            | № 222    | Київ                      |                                                                                      |
|  | Свобода                       | Левченко Юрій Володимирович                  |            | № 223    | Київ                      |                                                                                      |
|  | Самопоміч                     | Гопко Ганна Миколаївна                       | №1         |          |                           | виключена з фракції 2 вересня 2015 року                                              |
|  | Самопоміч                     | Семенченко Семен Ігорович                    | №2         |          |                           |                                                                                      |
|  | Самопоміч                     | Скрипник Олексій Олексійович                 | №3         |          |                           |                                                                                      |
|  | Самопоміч                     | Сироїд Оксана Іванівна                       | №4         |          |                           |                                                                                      |
|  | Самопоміч                     | Кривенко Віктор Миколайович                  | №5         |          |                           | виключений з фракції 2 вересня 2015 року                                             |
|  | Самопоміч                     | Суслова Ірина Миколаївна                     | №6         |          |                           | виключена з фракції 11 лютого 2015 року                                              |
|  | Самопоміч                     | Кишкар Павло Миколайович                     | №7         |          |                           | виключений з фракції 2 вересня 2015 року                                             |
|  | Самопоміч                     | Бабак Альона Валеріївна                      | №8         |          |                           |                                                                                      |
|  | Самопоміч                     | Веселова Наталія Василівна                   | №9         |          |                           |                                                                                      |
|  | Самопоміч                     | Данченко Олександр Іванович                  | №10        |          |                           |                                                                                      |
|  | Самопоміч                     | Сотник Олена Сергіївна                       | №11        |          |                           |                                                                                      |
|  | Самопоміч                     | Лаврик Олег Васильович                       | №12        |          |                           |                                                                                      |
|  | Самопоміч                     | Соболєв Єгор Вікторович                      | №13        |          |                           |                                                                                      |
|  | Самопоміч                     | Маркевич Ярослав Володимирович               | №14        |          |                           |                                                                                      |
|  | Самопоміч                     | Мірошніченко Іван Володимирович              | №15        |          |                           |                                                                                      |
|  | Самопоміч                     | Журжій Андрій Валерійович                    | №16        |          |                           |                                                                                      |
|  | Самопоміч                     | Єднак Остап Володимирович                    | №17        |          |                           | виключений з фракції 2 вересня 2015 року                                             |
|  | Самопоміч                     | Діденко Ігор Анатолійович                    | №18        |          |                           |                                                                                      |
|  | Самопоміч                     | Острікова Тетяна Георгіївна                  | №19        |          |                           |                                                                                      |
|  | Самопоміч                     | Опанасенко Олександр Валерійович             | №20        |          |                           |                                                                                      |
|  | Самопоміч                     | Сидорович Руслан Михайлович                  | №21        |          |                           |                                                                                      |
|  | Самопоміч                     | Войціцька Вікторія Михайлівна                | №22        |          |                           |                                                                                      |
|  | Самопоміч                     | Пташник Вікторія Юріївна                     | №23        |          |                           | виключений з фракції 2 вересня 2015 року                                             |
|  | Самопоміч                     | Воскресенський Владислав Олександрович       | №24        |          |                           | відмовився від мандату                                                               |
|  | Самопоміч                     | Сисоєнко Ірина Володимирівна                 | №25        |          |                           |                                                                                      |
|  | Самопоміч                     | Підлісецький Лев Теофілович                  | №26        |          |                           |                                                                                      |
|  | Самопоміч                     | Семенуха Роман Сергійович                    | №27        |          |                           |                                                                                      |
|  | Самопоміч                     | Березюк Олег Романович                       | №28        |          |                           |                                                                                      |
|  | Самопоміч                     | Костенко Павло Петрович                      | №29        |          |                           |                                                                                      |
|  | Самопоміч                     | Романова Анна Анатоліївна                    | №30        |          |                           |                                                                                      |
|  | Самопоміч                     | Мірошник Андрій Миколайович                  | №31        |          |                           | до 13 травня 2015 року                                                               |
|  | Самопоміч                     | Кіраль Сергій Іванович                       | №32        |          |                           |                                                                                      |
|  | Самопоміч                     | Немировський Андрій Валентинович             | №33        |          |                           | з 14 травня 2015 року, не ввійшов до фракції                                         |
|  | Самопоміч                     | Зубач Любомир Львович                        | №34        |          |                           | с 5 липня 2015 року                                                                  |
|  | Народний фронт                | Яценюк Арсеній Петрович                      | №1         |          |                           | до 27 листопада 2014 року                                                            |
|  | Народний фронт                | Чорновол Тетяна Миколаївна                   | №2         |          |                           |                                                                                      |
|  | Народний фронт                | Турчинов Олександр Валентинович              | №3         |          |                           | до 14 січня 2015 року                                                                |
|  | Народний фронт                | Парубій Андрій Володимирович                 | №4         |          |                           |                                                                                      |
|  | Народний фронт                | Тетерук Андрій Анатолійович                  | №5         |          |                           |                                                                                      |
|  | Народний фронт                | Аваков Арсен Борисович                       | №6         |          |                           | до 2 грудня 2014 року                                                                |
|  | Народний фронт                | Сюмар Вікторія Петрівна                      | №7         |          |                           |                                                                                      |
|  | Народний фронт                | Кириленко В'ячеслав Анатолійович             | №8         |          |                           | до 2 грудня 2014 года                                                                |
|  | Народний фронт                | Гриневич Лілія Михайлівна                    | №9         |          |                           |                                                                                      |
|  | Народний фронт                | Береза Юрій Миколайович                      | №10        |          |                           |                                                                                      |
|  | Народний фронт                | Петренко Павло Дмитрович                     | №11        |          |                           | до 2 грудня 2014 року                                                                |
|  | Народний фронт                | Пашинський Сергій Володимирович              | №12        |          |                           |                                                                                      |
|  | Народний фронт                | Тимчук Дмитро Борисович                      | №13        |          |                           | помер 19 червня 2019                                                                 |
|  | Народний фронт                | Мартиненко Микола Володимирович              | №14        |          |                           | до 22 декабря 2015 року                                                              |
|  | Народний фронт                | Денісова Людмила Леонтіївна                  | №15        |          |                           |                                                                                      |
|  | Народний фронт                | Іванчук Андрій Володимирович                 | №16        |          |                           |                                                                                      |
|  | Народний фронт                | Васюник Ігор Васильович                      | №17        |          |                           |                                                                                      |
|  | Народний фронт                | Лук'янчук Руслан Валерійович                 | №18        |          |                           |                                                                                      |
|  | Народный фронт                | Лунченко Валерій Валерійович                 | №19        |          |                           |                                                                                      |
|  | Народний фронт                | Донець Тетяна Анатоліївна                    | №20        |          |                           |                                                                                      |
|  | Народний фронт                | Геращенко Антон Юрійович                     | №21        |          |                           |                                                                                      |
|  | Народний фронт                | Савчук Юрій Петрович                         | №22        |          |                           |                                                                                      |
|  | Народний фронт                | Левус Андрій Мар'янович                      | №23        |          |                           |                                                                                      |
|  | Народний фронт                | Дзензерський Денис Вікторович                | №24        |          |                           |                                                                                      |
|  | Народний фронт                | Шкварилюк Володимир Васильович               | №25        |          |                           |                                                                                      |
|  | Народний фронт                | Матейченко Костянтин Володимирович           | №26        |          |                           |                                                                                      |
|  | Народний фронт                | Ледовських Олена Володимирівна               | №27        |          |                           |                                                                                      |
|  | Народний фронт                | Колганова Олена Валеріївна                   | №28        |          |                           |                                                                                      |
|  | Народний фронт                | Фаєрмарк Сергій Олександрович                | №29        |          |                           |                                                                                      |
|  | Народний фронт                | Сидорчук Вадим Васильович                    | №30        |          |                           |                                                                                      |
|  | Народний фронт                | Заставний Роман Йосипович                    | №31        |          |                           |                                                                                      |
|  | Народний фронт                | Дейдей Євген Сергійович                      | №32        |          |                           |                                                                                      |
|  | Народний фронт                | Семерак Остап Михайлович                     | №33        |          |                           |                                                                                      |
|  | Народний фронт                | Княжицький Микола Леонідович                 | №34        |          |                           |                                                                                      |
|  | Народний фронт                | Бабенко Валерій Борисович                    | №35        |          |                           |                                                                                      |
|  | Народний фронт                | Ксенжук Олександр Степанович                 | №36        |          |                           |                                                                                      |
|  | Народний фронт                | Логвинський Георгій Володимирович            | №37        |          |                           |                                                                                      |
|  | Народний фронт                | Єленський Віктор Євгенович                   | №38        |          |                           |                                                                                      |
|  | Народний фронт                | Поляков Максим Анатолійович                  | №39        |          |                           |                                                                                      |
|  | Народний фронт                | Величкович Микола Романович                  | №40        |          |                           |                                                                                      |
|  | Народний фронт                | Горбунов Олександр Володимирович             | №41        |          |                           |                                                                                      |
|  | Народний фронт                | Хміль Михайло Михайлович                     | №42        |          |                           |                                                                                      |
|  | Народний фронт                | Унгурян Павло Якимович                       | №43        |          |                           |                                                                                      |
|  | Народний фронт                | Висоцький Сергій Віталійович                 | №44        |          |                           |                                                                                      |
|  | Народний фронт                | Ванат Петро Михайлович                       | №45        |          |                           |                                                                                      |
|  | Народний фронт                | Войцеховська Світлана Михайлівна             | №46        |          |                           |                                                                                      |
|  | Народний фронт                | Бриченко Ігор Віталійович                    | №47        |          |                           |                                                                                      |
|  | Народний фронт                | Котвіцький Ігор Олександрович                | №48        |          |                           |                                                                                      |
|  | Народний фронт                | Пинзеник Павло Васильович                    | №49        |          |                           |                                                                                      |
|  | Народний фронт                | Сочка Олександр Олександрович                | №50        |          |                           |                                                                                      |
|  | Народний фронт                | Кадикало Микола Олегович                     | №51        |          |                           |                                                                                      |
|  | Народний фронт                | Масоріна Олена Сергіївна                     | №52        |          |                           |                                                                                      |
|  | Народний фронт                | Присяжнюк Олександр Анатолійович             | №53        |          |                           |                                                                                      |
|  | Народний фронт                | Кацер-Бучковська Наталія Володимирівна       | №54        |          |                           |                                                                                      |
|  | Народний фронт                | Соляр Володимир Миронович                    | №55        |          |                           |                                                                                      |
|  | Народний фронт                | Сторожук Дмитро Анатолійович                 | №56        |          |                           |                                                                                      |
|  | Народний фронт                | Кремінь Тарас Дмитрович                      | №59        |          |                           |                                                                                      |
|  | Народний фронт                | Кривенко Вадим Валерійович                   | №60        |          |                           |                                                                                      |
|  | Народний фронт                | Каспрук Олексій Павлович                     | №61        |          |                           | відмовився від мандату                                                               |
|  | Народний фронт                | Прокоф'єв Андрій Олександрович               | №62        |          |                           | помер до вступу на посаду                                                            |
|  | Народний фронт                | Єфремова Ірина Олексіївна                    | №63        |          |                           |                                                                                      |
|  | Народний фронт                | Алексєєв Ігор Сергійович                     | №64        |          |                           |                                                                                      |
|  | Народний фронт                | Бойко Олена Петрівна                         | №66        |          |                           |                                                                                      |
|  | Народний фронт                | Корчик Віталій Андрійович                    | №67        |          |                           |                                                                                      |
|  | Народний фронт                | Помазанов Андрій Віталійович                 | №68        |          |                           |                                                                                      |
|  | Народний фронт                | Кривошея Геннадій Григорович                 | №69        |          |                           |                                                                                      |
|  | Народний фронт                | Стеценко Дмитро Олександрович                | №70        |          |                           |                                                                                      |
|  | Народний фронт                | Драюк Сергій Євсейович                       | №71        |          |                           |                                                                                      |
|  | Народний фронт                | Романовський Олександр Володимирович         | №72        |          |                           |                                                                                      |
|  | Народний фронт                | Ледовських, Дарія Михайлівна                 | №73        |          |                           | відмовився від мандату                                                               |
|  | Народний фронт                | Дроздик Олександр Валерійович                | №74        |          |                           |                                                                                      |
|  | Народний фронт                | Бабій Юрій Юрійович                          | №75        |          |                           | з 27 січня 2015 року                                                                 |
|  | Народний фронт                | Підберезняк Вадим Іванович                   | №76        |          |                           | з 23 грудня 2015 року                                                                |
|  | Блок Петра Порошенка          | Кличко Віталій Володимирович                 | №1         |          |                           | відмовився від мандату                                                               |
|  | Блок Петра Порошенка          | Луценко Юрій Віталійович                     | №2         |          |                           |                                                                                      |
|  | Блок Петра Порошенка          | Богомолець Ольга Вадимівна                   | №3         |          |                           |                                                                                      |
|  | Блок Петра Порошенка          | Гройсман Володимир Борисович                 | №4         |          |                           |                                                                                      |
|  | Блок Петра Порошенка          | Мустафа Джемілєв                             | №5         |          |                           |                                                                                      |
|  | Блок Петра Порошенка          | Мамчур Юлій Валерійович                      | №6         |          |                           |                                                                                      |
|  | Блок Петра Порошенка          | Матіос Марія Василівна                       | №7         |          |                           |                                                                                      |
|  | Блок Петра Порошенка          | Томенко Микола Володимирович                 | №8         |          |                           |                                                                                      |
|  | Блок Петра Порошенка          | Геращенко Ірина Володимирівна                | №9         |          |                           |                                                                                      |
|  | Блок Петра Порошенка          | Ковальчук Віталій Анатолійович               | №10        |          |                           | до 14 січня 2015 року                                                                |
|  | Блок Петра Порошенка          | Квіт Сергій Миронович                        | №11        |          |                           | до 2 грудня 2014 року                                                                |
|  | Блок Петра Порошенка          | Князевич Руслан Петрович                     | №12        |          |                           |                                                                                      |
|  | Блок Петра Порошенка          | Стець Юрій Ярославович                       | №13        |          |                           | до 2 грудня 2014 року                                                                |
|  | Блок Петра Порошенка          | Гринів Ігор Олексійович                      | №14        |          |                           |                                                                                      |
|  | Блок Петра Порошенка          | Продан Оксана Петрівна                       | №15        |          |                           |                                                                                      |
|  | Блок Петра Порошенка          | Новак Наталія Василівна                      | №16        |          |                           |                                                                                      |
|  | Блок Петра Порошенка          | Пинзеник Віктор Михайлович                   | №17        |          |                           |                                                                                      |
|  | Блок Петра Порошенка          | Заліщук Світлана Петрівна                    | №18        |          |                           |                                                                                      |
|  | Блок Петра Порошенка          | Лещенко Сергій Анатолійович                  | №19        |          |                           |                                                                                      |
|  | Блок Петра Порошенка          | Мустафа Найєм                                | №20        |          |                           |                                                                                      |
|  | Блок Петра Порошенка          | Черненко Олександр Миколайович               | №21        |          |                           |                                                                                      |
|  | Блок Петра Порошенка          | Павленко Ростислав Миколайович               | №22        |          |                           | до 14 січня 2015 року                                                                |
|  | Блок Петра Порошенка          | Іонова Марія Миколаївна                      | №23        |          |                           |                                                                                      |
|  | Блок Петра Порошенка          | Палатний Артур Леонідович                    | №24        |          |                           |                                                                                      |
|  | Блок Петра Порошенка          | Романюк Роман Сергійович                     | №25        |          |                           |                                                                                      |
|  | Блок Петра Порошенка          | Розенко Павло Валерійович                    | №26        |          |                           | до 2 грудня 2014 року                                                                |
|  | Блок Петра Порошенка          | Заболотний Григорій Михайлович               | №27        |          |                           |                                                                                      |
|  | Блок Петра Порошенка          | Южаніна Ніна Петрівна                        | №28        |          |                           |                                                                                      |
|  | Блок Петра Порошенка          | Кононенко Ігор Віталійович                   | №29        |          |                           |                                                                                      |
|  | Блок Петра Порошенка          | Фріз Ірина Василівна                         | №30        |          |                           |                                                                                      |
|  | Блок Петра Порошенка          | Онуфрик Богдан Семенович                     | №31        |          |                           |                                                                                      |
|  | Блок Петра Порошенка          | Матвієнко Анатолій Сергійович                | №32        |          |                           |                                                                                      |
|  | Блок Петра Порошенка          | Павелко Андрій Васильович                    | №33        |          |                           |                                                                                      |
|  | Блок Петра Порошенка          | Палиця Ігор Петрович                         | №34        |          |                           | відмовився від мандату                                                               |
|  | Блок Петра Порошенка          | Король Віктор Миколайович                    | №35        |          |                           |                                                                                      |
|  | Блок Петра Порошенка          | Паламарчук Микола Петрович                   | №36        |          |                           |                                                                                      |
|  | Блок Петра Порошенка          | Іщенко Валерій Олександрович                 | №37        |          |                           |                                                                                      |
|  | Блок Петра Порошенка          | Пацкан Валерій Васильович                    | №38        |          |                           |                                                                                      |
|  | Блок Петра Порошенка          | Антонищак Андрій Федорович                   | №39        |          |                           |                                                                                      |
|  | Блок Петра Порошенка          | Гончаренко Олексій Олексійович               | №40        |          |                           |                                                                                      |
|  | Блок Петра Порошенка          | Козаченко Леонід Петрович                    | №41        |          |                           |                                                                                      |
|  | Блок Петра Порошенка          | Ткачук Геннадій Віталійович                  | №42        |          |                           |                                                                                      |
|  | Блок Петра Порошенка          | Герасимов Артур Володимирович                | №43        |          |                           |                                                                                      |
|  | Блок Петра Порошенка          | Агафонова Наталія Володимирівна              | №44        |          |                           |                                                                                      |
|  | Блок Петра Порошенка          | Денисенко Вадим Ігорович                     | №45        |          |                           |                                                                                      |
|  | Блок Петра Порошенка          | Тригубенко Сергій Миколайович                | №46        |          |                           |                                                                                      |
|  | Блок Петра Порошенка          | Бєлькова Ольга Валентинівна                  | №47        |          |                           |                                                                                      |
|  | Блок Петра Порошенка          | Савченко Олексій Юрійович                    | №48        |          |                           |                                                                                      |
|  | Блок Петра Порошенка          | Червакова Ольга Валеріївна                   | №49        |          |                           |                                                                                      |
|  | Блок Петра Порошенка          | Кобцев Михайло Валентинович                  | №50        |          |                           |                                                                                      |
|  | Блок Петра Порошенка          | Насіров Роман Михайлович                     | №51        |          |                           | до 2 вересня 2015 року                                                               |
|  | Блок Петра Порошенка          | Загорій Гліб Володимирович                   | №52        |          |                           |                                                                                      |
|  | Блок Петра Порошенка          | Гроздєв Михайло Олксійович                   | №53        |          |                           | до 2 вересня 2015 року                                                               |
|  | Блок Петра Порошенка          | Фірсов Єгор Павлович                         | №54        |          |                           |                                                                                      |
|  | Блок Петра Порошенка          | Алєксєєв Сергій Олегович                     | №55        |          |                           |                                                                                      |
|  | Блок Петра Порошенка          | Чепинога Віталій Михайлович                  | №56        |          |                           |                                                                                      |
|  | Блок Петра Порошенка          | Бакуменко Олександр Борисович                | №57        |          |                           |                                                                                      |
|  | Блок Петра Порошенка          | Грановський Олександр Михайлович             | №58        |          |                           |                                                                                      |
|  | Блок Петра Порошенка          | Кубів Степан Іванович                        | №59        |          |                           |                                                                                      |
|  | Блок Петра Порошенка          | Мушак Олексій Петрович                       | №60        |          |                           |                                                                                      |
|  | Блок Петра Порошенка          | Климпуш-Цинцадзе Іванна Орестівна            | №61        |          |                           |                                                                                      |
|  | Блок Петра Порошенка          | Брензович Василь Іванович                    | №62        |          |                           |                                                                                      |
|  | Блок Петра Порошенка          | Кудлаєнко Сергій Володимирович               | №63        |          |                           |                                                                                      |
|  | Блок Петра Порошенка          | Матузко Олена Олександрівна                  | №64        |          |                           |                                                                                      |
|  | Блок Петра Порошенка          | Барна Степан Степанович                      | №65        |          |                           | до 13 травня 2015 року                                                               |
|  | Блок Петра Порошенка          | Макар'ян Давид Борисович                     | №66        |          |                           |                                                                                      |
|  | Блок Петра Порошенка          | Побер Ігор Миколайович                       | №67        |          |                           |                                                                                      |
|  | Блок Петра Порошенка          | Куніцин Сергій Володимирович                 | №68        |          |                           |                                                                                      |
|  | Блок Петра Порошенка          | Лесюк Ярослав Васильович                     | №69        |          |                           | з 27 січня 2015 року                                                                 |
|  | Блок Петра Порошенка          | Луценко Ірина Степанівна                     | №70        |          |                           | з 27 січня 2015 року                                                                 |
|  | Блок Петра Порошенка          | Чубаров Рефат Абдурахманович                 | №71        |          |                           | з 14 травня 2015 року                                                                |
|  | Блок Петра Порошенка          | Шверк Григорій Аронович                      | №72        |          |                           | з 17 вересня 2015 року                                                               |
|  | Блок Петра Порошенка          | Севрюков Владислав Володимирович             | №73        |          |                           | з 17 вересня 2015 року                                                               |
|  | Радикальна партія Олега Ляшка | Ляшко Олег Валерійович                       | №1         |          |                           |                                                                                      |
|  | Радикальна партія Олега Ляшка | Лозовой Андрій Сергійович                    | №2         |          |                           |                                                                                      |
|  | Радикальна партія Олега Ляшка | Мельничук Сергій Петрович                    | №3         |          |                           | виключений з фракції 5 лютого 2015 року                                              |
|  | Радикальна партія Олега Ляшка | Бордюг Інна Леонідівна                       | №4         |          |                           | до 22 грудня 2015 року                                                               |
|  | Радикальна партія Олега Ляшка | Шухевич Юрій-Богдан Романович                | №5         |          |                           |                                                                                      |
|  | Радикальна партія Олега Ляшка | Попов Ігор Володимирович                     | №6         |          |                           |                                                                                      |
|  | Радикальна партія Олега Ляшка | Вітко Артем Леонідович                       | №7         |          |                           |                                                                                      |
|  | Радикальна партія Олега Ляшка | Вощевський Валерій Миколайович               | №8         |          |                           | до 2 грудня 2014 року                                                                |
|  | Радикальна партія Олега Ляшка | Мосійчук Ігор Володимирович                  | №9         |          |                           | 17 вересня 2015 року дано згоду на арешт, заарештований                              |
|  | Радикальна партія Олега Ляшка | Галасюк Віктор Валерійович                   | №10        |          |                           |                                                                                      |
|  | Радикальна партія Олега Ляшка | Ленський Олексій Олексійович                 | №11        |          |                           |                                                                                      |
|  | Радикальна партія Олега Ляшка | Силантьєв Денис Олегович                     | №12        |          |                           |                                                                                      |
|  | Радикальна партія Олега Ляшка | Кошелєва Альона Володимирівна                | №13        |          |                           |                                                                                      |
|  | Радикальна партія Олега Ляшка | Артеменко Андрій Вікторович                  | №16        |          |                           |                                                                                      |
|  | Радикальна партія Олега Ляшка | Купрієнко Олег Васильович                    | №17        |          |                           |                                                                                      |
|  | Радикальна партія Олега Ляшка | Кириченко Олексій Миколайович                | №18        |          |                           |                                                                                      |
|  | Радикальна партія Олега Ляшка | Скуратовський Сергій Іванович                | №19        |          |                           |                                                                                      |
|  | Радикальна партія Олега Ляшка | Лінько Дмитро Володимирович                  | №20        |          |                           |                                                                                      |
|  | Радикальна партія Олега Ляшка | Амельченко Василь Васильович                 | №21        |          |                           |                                                                                      |
|  | Радикальна партія Олега Ляшка | Рибалка Сергій Вікторович                    | №22        |          |                           |                                                                                      |
|  | Радикальна партія Олега Ляшка | Вовк Віктор Іванович                         | №23        |          |                           |                                                                                      |
|  | Радикальна партія Олега Ляшка | Корчинська Оксана Анатоліївна                | №24        |          |                           |                                                                                      |
|  | Радикальна партія Олега Ляшка | Чижмарь Юрій Васильович                      | №25        |          |                           |                                                                                      |
|  | Радикальна партія Олега Ляшка | Юзькова Тетяна Леонідівна                    | №25        |          |                           | з 23 грудня 2015 року                                                                |
|  | Батьківщина                   | Савченко Надія Вікторівна                    | №1         |          |                           | перебувала пу полоні в Росії                                                         |
|  | Батьківщина                   | Тимошенко Юлія Володимирівна                 | №2         |          |                           |                                                                                      |
|  | Батьківщина                   | Луценко Ігор Вікторович                      | №3         |          |                           |                                                                                      |
|  | Батьківщина                   | Соболєв Сергій Владиславович                 | №4         |          |                           |                                                                                      |
|  | Батьківщина                   | Шкрум Альона Іванівна                        | №5         |          |                           |                                                                                      |
|  | Батьківщина                   | Івченко Вадим Євгенович                      | №6         |          |                           |                                                                                      |
|  | Батьківщина                   | Немиря Григорій Михайлович                   | №7         |          |                           |                                                                                      |
|  | Батьківщина                   | Крулько Іван Іванович                        | №8         |          |                           |                                                                                      |
|  | Батьківщина                   | Рябчин Олексій Михайлович                    | №9         |          |                           |                                                                                      |
|  | Батьківщина                   | Жданов Ігор Олександрович                    | №10        |          |                           | до 2 грудня 2014 року                                                                |
|  | Батьківщина                   | Шлемко Дмитро Васильович                     | №11        |          |                           | до 4 червня 2015 року                                                                |
|  | Батьківщина                   | Тарасюк Борис Іванович                       | №12        |          |                           |                                                                                      |
|  | Батьківщина                   | Кожем'якін Андрій Анатолійович               | №13        |          |                           |                                                                                      |
|  | Батьківщина                   | Кириленко Іван Григорович                    | №14        |          |                           |                                                                                      |
|  | Батьківщина                   | Власенко Сергій Володимирович                | №15        |          |                           |                                                                                      |
|  | Батьківщина                   | Кужель Олександра Володимирівна              | №16        |          |                           |                                                                                      |
|  | Батьківщина                   | Абдуллін Олександр Рафкатович                | №17        |          |                           |                                                                                      |
|  | Батьківщина                   | Кондратюк Олена Костянтинівна                | №18        |          |                           |                                                                                      |
|  | Батьківщина                   | Дубіль Валерій Олександрович                 | №19        |          |                           | з 9 червня 2015 року                                                                 |
|  | Опозиційний блок              | Бойко Юрій Анатолійович                      | №1         |          |                           |                                                                                      |
|  | Опозиційний блок              | Вілкул Олександр Юрійович                    | №2         |          |                           |                                                                                      |
|  | Опозиційний блок              | Добкін Михайло Маркович                      | №3         |          |                           |                                                                                      |
|  | Опозиційний блок              | Рабінович Вадим Зіновійович                  | №4         |          |                           |                                                                                      |
|  | Опозиційний блок              | Білий Олексій Петрович                       | №5         |          |                           |                                                                                      |
|  | Опозиційний блок              | Ларін Сергій Миколайович                     | №6         |          |                           |                                                                                      |
|  | Опозиційний блок              | Шуфрич Нестор Іванович                       | №7         |          |                           |                                                                                      |
|  | Опозиційний блок              | Королевська Наталія Юріївна                  | №8         |          |                           |                                                                                      |
|  | Опозиційний блок              | Бахтеєва Тетяна Дмитрівна                    | №9         |          |                           |                                                                                      |
|  | Опозиційний блок              | Скорик Микола Леонідович                     | №10        |          |                           |                                                                                      |
|  | Опозиційний блок              | Новинський Вадим Владиславович               | №11        |          |                           |                                                                                      |
|  | Опозиційний блок              | Льовочкін Сергій Володимирович               | №12        |          |                           |                                                                                      |
|  | Опозиційний блок              | Воропаєв Юрій Миколайович                    | №13        |          |                           |                                                                                      |
|  | Опозиційний блок              | Козак Тарас Романович                        | №14        |          |                           |                                                                                      |
|  | Опозиційний блок              | Гусак Володимир Георгійович                  | №15        |          |                           |                                                                                      |
|  | Опозиційний блок              | Льовочкіна Юлія Володимирівна                | №16        |          |                           |                                                                                      |
|  | Опозиційний блок              | Кісельов Андрій Миколайович                  | №17        |          |                           |                                                                                      |
|  | Опозиційний блок              | Мирний Іван Миколайович                      | №18        |          |                           |                                                                                      |
|  | Опозиційний блок              | Мороко Юрій Миколайович                      | №19        |          |                           |                                                                                      |
|  | Опозиційний блок              | Мірошниченко Юрій Романович                  | №20        |          |                           |                                                                                      |
|  | Опозиційний блок              | Колєсніков Дмитро Валерійович                | №21        |          |                           |                                                                                      |
|  | Опозиційний блок              | Папієв Михайло Миколайович                   | №22        |          |                           |                                                                                      |
|  | Опозиційний блок              | Долженков Олександр Валерійович              | №23        |          |                           |                                                                                      |
|  | Опозиційний блок              | Павленко Юрій Олексійович                    | №24        |          |                           |                                                                                      |
|  | Опозиційний блок              | Німченко Василь Іванович                     | №25        |          |                           |                                                                                      |
|  | Опозиційний блок              | Нечаєв Олександр Ігоревич                    | №26        |          |                           |                                                                                      |
|  | Опозиційний блок              | Шурма Ігор Михайлович                        | №27        |          |                           |                                                                                      |